# Westhofen
Westhofen là một đô thị thuộc huyện Alzey-Worms, in Rhenish Hesse, Đức. Đô thị này có diện tích km². Westhofen có cự ly khoảng 12 km về phía tây bắc Worms. Kinh tế phần lớn dựa vào rượu vang Rheinhessen.
Westhofen là thủ phủ của Verbandsgemeinde ("đô thị tập thể") Westhofen.